# 瑪莉大九攻防戰
《瑪莉大九攻防戰》（韓語：메리 대구 공방전）是韓國MBC於2007年5月16日起播放的水木迷你連續劇。

## 劇情介紹
黃瑪莉的夢想是成為一個舞台劇演員，她常常在她住的村子裡練習，她的行為卻被人誤會她是瘋婆子；姜大九剛剛進了梅麗所住的村子，為他的武俠小說尋找創作靈感。兩人為了爭奪1個500元的速食麵而認識，之後便開始他們在這村子裡打打鬧鬧的愛情故事......

## 人物介紹

### 主要人物
- 李荷娜 飾 黃瑪莉

瑪莉的夢想是成為一個舞台演員，但每次都面試落選，但她仍不放棄這個夢想，繼續努力。
- 智鉉寓 飾 姜大九

畢業於法律系，但夢想是一個小說作家，但第一本作品就令好朋友的出版社倒閉，但他仍堅持寫作。
- 李珉宇 飾 宣導進

一個非常重視對學生教育的老師，在小學時，導進是瑪莉的初戀情人。
- 王嬪娜 飾 李小蘭

家境富有，但因性格關係交不到男友，在一次與大九的相遇中，對他一見鍾情。

### 瑪莉周邊人物
- 紀朱奉 飾 黃陶哲

瑪莉的父親
- 李惠淑 飾 吳星子

瑪莉的母親
- 金株英 飾 黃大漢

瑪莉的弟弟
- 安妍紅 飾 張恩慈

瑪莉的高中好友

### 小蘭周邊人物
- 李基列 飾 李世道

小蘭的父親
- 金慧靜 飾 金夫吉

小蘭的母親
- 林珠銀 飾 李雅文

小蘭的妹妹

### 其他人物
- 李瑩河 飾 風雲道士
- 李炳俊 飾 崔皇在
- 郭智敏 飾 崔妃丹
- 尹賢淑 飾 卞景美
- 朴魯植 飾 楊家偉

## 其他搭配歌曲
- 台灣緯來戲劇台版本
  - 片頭曲：蔡淳佳《慶幸有你愛我》
  - 片尾曲：大嘴巴《懷秋》

## 外部連結
- 韓國MBC 
- 台灣緯來 （繁體中文）

| MBC 水木劇                             | MBC 水木劇                                      | MBC 水木劇 |
| -------------------------------------- | ----------------------------------------------- | ---------- |
|                                        | 瑪莉大九攻防戰 （2007年5月16日 - 2007年7月5日） |            |
| 謝謝 （2007年3月21日 - 2007年5月10日） | 狗與狼的時間 （2007年5月21日 - 2007年7月12日）  |            |

| 臺灣 緯來戲劇台 星期一至五 23:00 - 00:00   | 臺灣 緯來戲劇台 星期一至五 23:00 - 00:00          | 臺灣 緯來戲劇台 星期一至五 23:00 - 00:00 |
| ------------------------------------------ | ------------------------------------------------- | ---------------------------------------- |
|                                            | 瑪莉大九攻防戰 （2007年12月24日 - 2008年1月25日） |                                          |
| 新娘18歲 （2007年3月19日 - 2007年4月20日） | 夏日香氣 （2008年3月10日 - 2008年4月18日）        |                                          |